# Спомен-биста Михаила Петровића Аласа у Београду
Спомен-биста Михаила Петровића Аласа у Београду налази се на Косанчићевом венцу у Београду.

## Основне информације
Спомен-биста Михаила Петровића Аласа у Београду налази се на Косанчићевом венцу преко пута његове куће.
Спомен биста је постављена 1968. године и рад је вајара Александра Зарина.
Др Драган Трифуновић је у зборнику предавања "Легенде Београдског универзитета" изјавио :
"Године 1967. дошао сам код њега (Александра Зарина) (1968. смо славили професорову стогодишњицу), и рекао му: „Саша, ми немамо ни динара, ми правимо споменик!“ И тада смо се ми, математичари договорили да професоров споменик не буде на Калемегдану, него испред своје куће, иза Патријаршије, и да тако у бронзи гледа ушће Саве у Дунав, у ту равницу која га је носила у свет."

## Михаило Петровић Алас
Михаило Петровић Алас или Мика Алас (Београд, 24. април 1868 — Београд, 8. јун 1943), српски математичар, један је од првих осам професора Београдског универзитета и дугогодишњи професор математике на Филозофском факултету у Београду, редовни члан Српске краљевске академије. Објавио је велики број проналазака, научних радова, уџбеника и путописа са својих поморских путовања.

## Кућа Михаила Петровића Аласа
Михаило Петровић је живео и умро у згради на Косанчићевом венцу 22, на парцели београдског проте Новице Лазаревића, његовог деде. У току зидања своје куће, Михаило Петровић је у знатној мери утицао на архитекту Петра Бајаловића. Његов начин живота и склоности одразиле су се на одређена конструктивна, просторна и ликовна решења куће. 
Кућа је проглашена за споменик културе 1966. године.